# Джошуа-Трі (національний парк)
Національний парк Джошуа-Трі (англ. Joshua Tree National Park) — національний парк США, розташований у південно-східній частині Каліфорнії. Площа парку — 3196 км².
Оголошений національним парком в 1994 році, до цього — національна пам'ятка з 1936 року. Парк названий за загальновживаною назвою місцевої рослини Yucca brevifolia (деревоподібний сукулент з роду Юкка) — «дерево Джошуа» (англ. Joshua tree).